# Our legacy
Our Legacy är ett svenskt klädmärke, grundat 2005 av Cristopher Nying, Jockum Hallin och Richardos Klarén, som gör kläder för män. Företaget hade 2011 tio personer anställda och en omsättning på cirka 25 miljoner. 
Our Legacy utsågs 2011 till Årets designers av modetidningen Café.